# Joanna Rowsell
Joanna Rowsell Shand (Carshalton (Londen), 5 december 1988) is een Britse voormalig baanwielrenster. In haar specialiteit, de ploegenachtervolging, werd Rowsell meerdere keren Brits kampioene, Europees kampioene, Gemenebest kampioene, wereldkampioene en olympisch kampioene: in 2012 in Londen in een wereldrecordtijd, samen met Laura Trott en Danielle King en in 2016 in Rio de Janeiro met Trott, Katie Archibald en Elinor Barker. In maart 2017 beëindigde ze haar carrière.
Op de weg kwam Rowsell in 2013 en 2014 uit voor het Britse Wiggle Honda. In 2013 werd ze Brits kampioene tijdrijden.
In 2013 werd Rowsell benoemd tot lid in de Orde van het Britse Rijk, voor haar verdiensten voor de wielersport.
Rowsell trouwde in juli 2015 met Daniel Shand en gaat sindsdien als Joanna Rowsell Shand door het leven. Haar jongere broer Erick Rowsell is ook een wegwielrenner.
Rowsell lijdt aan alopecia areata, een auto-immuunziekte die leidt tot haaruitval.

## Belangrijkste overwinningen

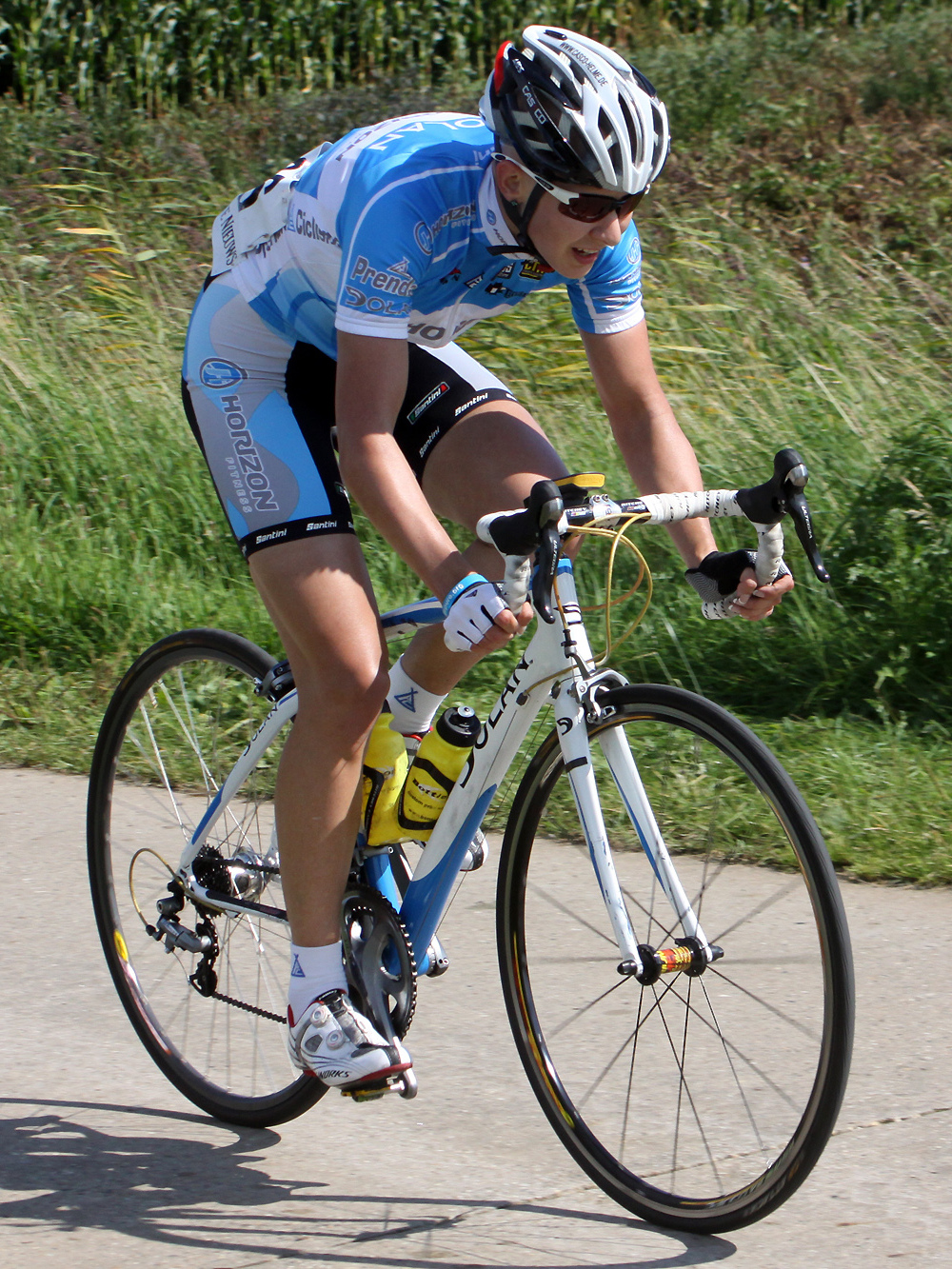
Rowsell op de weg in 2011

### Op de weg
2006
- Brits kampioenschap wielrennen op de weg

2008
- Brits kampioenschap wielrennen op de weg

2013
- Brits kampioene tijdrijden

### Op de baan

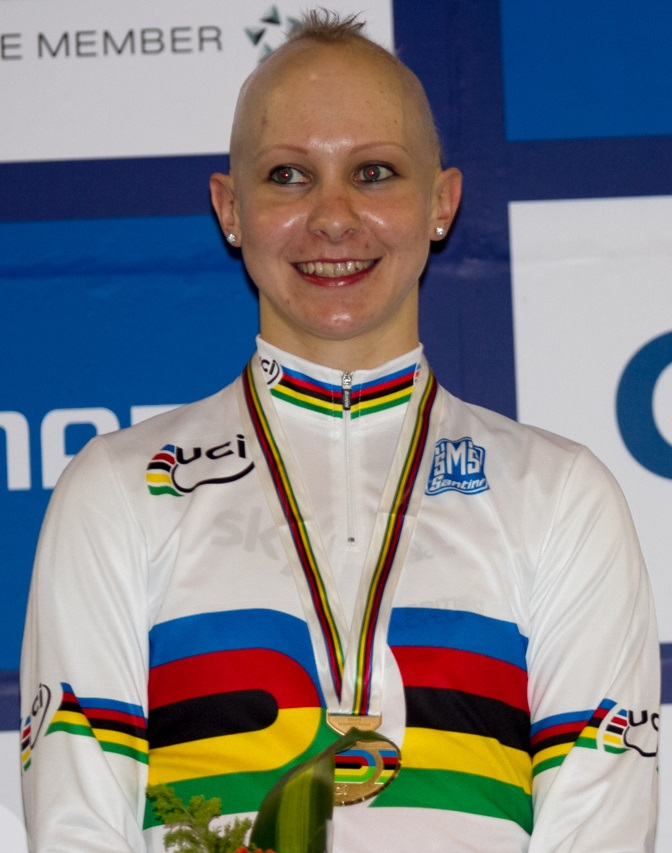
Wereldkampioene 2014

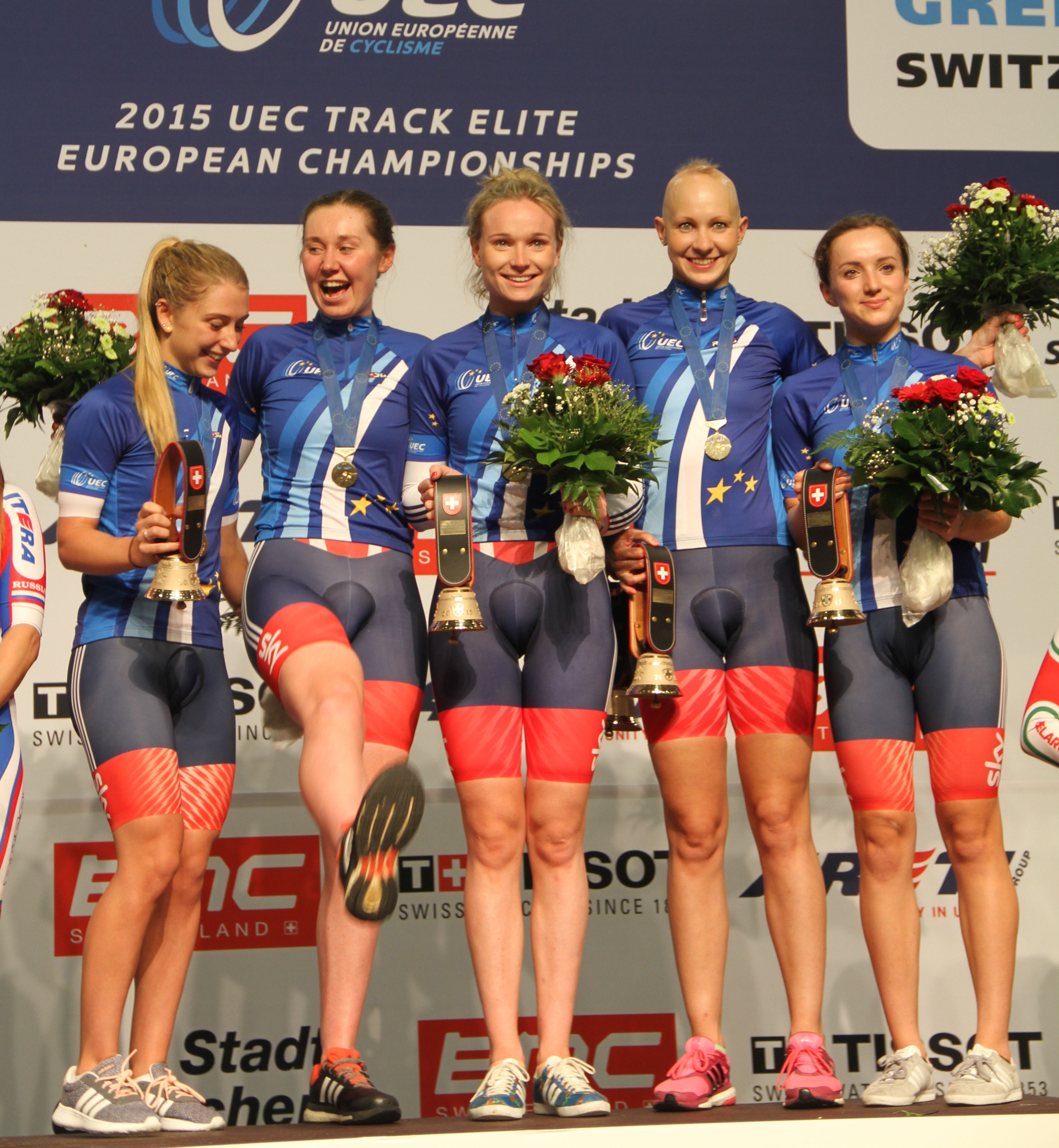
Europees kampioene 2015

| Jaar | Brits kampioenschap                   | EK                                                 | WK                                    | Overige                                                                           |
| ---- | ------------------------------------- | -------------------------------------------------- | ------------------------------------- | --------------------------------------------------------------------------------- |
| 2007 | ind. achtervolging, puntenkoers       |                                                    |                                       |                                                                                   |
| 2008 |                                       | ploegachtervolging (-23), ind. achtervolging (-23) | ploegachtervolging                    | Manchester: ind. achtervolging, Melbourne: ind. achtervolging, ploegachtervolging |
| 2009 |                                       |                                                    | ploegachtervolging                    | Manchester: ploegachtervolging                                                    |
| 2010 |                                       |                                                    | ploegachtervolging                    |                                                                                   |
| 2011 | ind. achtervolging, puntenkoers       | ploegachtervolging                                 |                                       |                                                                                   |
| 2012 |                                       |                                                    | ploegachtervolging                    | OS Londen: ploegachtervolging                                                     |
| 2013 |                                       |                                                    |                                       | Manchester: ploegachtervolging                                                    |
| 2014 | ploegachtervolging ind. achtervolging |                                                    | ploegachtervolging ind. achtervolging | CW Games: ind. achtervolging                                                      |
| 2015 | ploegachtervolging                    | ploegachtervolging                                 |                                       |                                                                                   |
| 2016 |                                       |                                                    |                                       | OS Rio: ploegachtervolging                                                        |

2012: King, Rowsell, Trott ·
2016: Archibald, Barker, Rowsell, Trott  ·
2020: Brauße, Brennauer, Klein, Kröger ·
2024: Dygert, Faulkner, Valente, Williams